# Time Warp
「Time Warp」（タイム ワープ）は、2020年9月16日にPerfume Records / ユニバーサルJから発売のPerfumeの26作目のシングル。

## 概要
前作「無限未来」から約2年半ぶりとなるCDシングル。結成20周年・メジャーデビュー15周年を締めくくるプロジェクト「Perfume 15th&20th anniv with you all」の第2弾となる作品である。
完全生産限定盤と初回限定盤の2形態で発売され、どちらにも特典DVDが付属するほか、完全生産限定盤には特製カセットテープが付属する。なお、初回限定盤は生産終了次第、CDのみの通常盤に切り替わる。
カップリング曲として、2019年11月28日に配信限定シングルとしてリリースされた「再生」を収録。今作でCD初収録となる。

## 収録内容
| 全作詞・作曲・編曲: 中田ヤスタカ。 |                                       |              |              |      |
| #                                  | タイトル                              | 作詞         | 作曲・編曲   | 時間 |
| 1.                                 | 「Time Warp」                         | 中田ヤスタカ | 中田ヤスタカ | 2:55 |
| 2.                                 | 「再生」                              | 中田ヤスタカ | 中田ヤスタカ | 4:44 |
| 3.                                 | 「Time Warp -Original Instrumental-」 | 中田ヤスタカ | 中田ヤスタカ | 2:55 |
| 4.                                 | 「再生 -Original Instrumental-」      | 中田ヤスタカ | 中田ヤスタカ | 4:45 |
| 合計時間:                          | 合計時間:                             | 15:19        |              |      |

| #  | タイトル                   | 作詞 | 作曲・編曲 |
| -- | -------------------------- | ---- | ---------- |
| 1. | 「Time Warp -Video Clip-」 |      |            |
| 2. | 「再生 -Video Clip-」      |      |            |
| 3. | 「Perfume View」           |      |            |
| 4. | 「再生 -メイキング映像-」  |      |            |

## タイアップ
- プジョー「NEW SUV 2008/SUV e-2008」CMソング（#1）
- 「Amazon Music HD」CMソング（#1）
- 映画「屍人荘の殺人」主題歌（#2）